# 강릉아산병원
강릉아산병원(Gangneung Asan Hospital)은 강릉시에 위치한 상급종합병원이다. 아산사회복지재단이 설립하였다. 강원 영동지역의 최대 종합병원이며 2021년 10월 현재 허가 병상수는 804병상이다.

## 연혁
- 1996년 11월 1일  강릉병원으로 개원
- 2002년 4월 1일  강릉아산병원으로 명칭 변경
- 2015년 10월 14일  신관 개관
- 2021년 1월  제4기 상급종합병원 지정

## 권역응급의료기관
강원영동권역응급의료센터로 지정되어 강원특별자치도 강릉시, 고성군, 속초시, 양양군, 동해시, 삼척시, 정선군, 태백시, 평창군을 관할한다.

## 같이 보기
- 서울아산병원
- 아산사회복지재단